# Shōji Yonemura
 (juin 2019).
Shōji Yonemura (米村 正二 Yonemura Shōji) né à Fukuoka en 1964, est un scénariste japonais d'anime et de tokusatsu connu pour Pokémon et Kamen Rider. Il a étudié à l'Université Tokyo Zokei et travaillé comme freelance à Arakawa.

## Productions
Sauf mention contraire, il est scénariste sur les productions listées.
En gras, les productions où il est scénariste en chef

### Anime
- 1988 : Soreike ! Anpanman (depuis 1995)
- 1995 : Bonobono (ぼのぼの)
- 1995 : Le Trésor d'Harimao
- 1995 : Saint Tail
- 1995 : Wankorobee (わんころべえ)
- 1997 : Pokémon : Pocket Monsters (31 épisodes)
- 1997 : Ninpen Manmaru (忍ペンまん丸)
- 1997 : In Memory of the Walther P38
- 1997 : Kenpū Denki Berserk (剣風伝奇ベルセルク)
- 1998 : BB-Daman Bakugaiden
- 1999 : Monster Rancher
- 1999 : One Piece (à partir de l'épisode 596, en chef depuis l'épisode 799)
- 2000 : Ah! My Goddess
- 2001 : Figure 17 : Tsubasa & Hikaru (フィギュア17 つばさ&ヒカル)
- 2001 : Cyborg 009: The Cyborg Soldier
- 2002 : Bakutō Sengen Daigunder (爆闘宣言ダイガンダー)
- 2002 : Hanada le garnement
- 2002 : First Contact - Episode 0
- 2002 : Pokémon Chronicles (2 épisodes)
- 2002 : Pokémon : Advance Génération (25 épisodes)
- 2003 : Croquette ! (コロッケ！)
- 2003 : Ninja Scroll : Ryūhō Gyokuhen
- 2003 : Mujin wakusei Survive
- 2004 : Agatha Christie's Great Detectives Poirot and Marple
- 2005 : Gunparade Orchestra (ガンパレード・オーケストラ) (« Chapitre bleu » 青の章 - épisodes 18 à 24)
- 2006 : Glass no kantai (ガラスの艦隊)
- 2006 : Pokémon : Diamant et Perle (29 épisodes)
- 2006 : Death Note
- 2006 : Silkroad shōnen Yūto (シルクロード少年 ユート)
- 2007 : Hatara Kids Meiham-gumi (はたらキッズ マイハム組)
- 2007 : MapleStory
- 2008 : Stitch !
- 2008 : Negibōzu no Asatarō (ねぎぼうずのあさたろう)
- 2009 : Guin Saga
- 2009 : Fairy Tail
- 2009 : Kaidan restaurant (怪談レストラン) (8 épisodes)
- 2010 : HeartCatch PreCure! (10 épisodes)
- 2010 : Digimon Fusion
- 2010 : Pokémon : Best Wishes (29 épisodes)
- 2011 : Little Battlers Experience
- 2011 : Suite PreCure (10 épisodes)
- 2011 : Hunter × Hunter
- 2012 : Smile PreCure! (13 épisodes)
- 2013 : Dokidoki! PreCure (9 épisodes)
- 2013 : Pokémon XY (20 épisodes)
- 2014 : Parasite
- 2015 : Ushio et Tora
- 2016 : Pokémon Sun & Moon (23 épisodes)
- 2019 : Pokémon Journeys (27 épisodes)
- 2023 : Pokémon Les horizons

### Tokusatsu
- 2005 : Sh15uya
- 2005 : Kamen Rider Hibiki (2 épisodes)
- 2006 : Kamen Rider Kabuto (33 épisodes)
- 2007 : Kamen Rider Den-O (4 épisodes)
- 2008 : Kamen Rider Kiva (2 épisodes)
- 2009 : Kamen Rider G
- 2009 : Kamen Rider Decade (10 épisodes, en chef après l'épisode 13)
- 2010 : Kamen Rider OOO (4 épisodes)